# Етноліхенологія

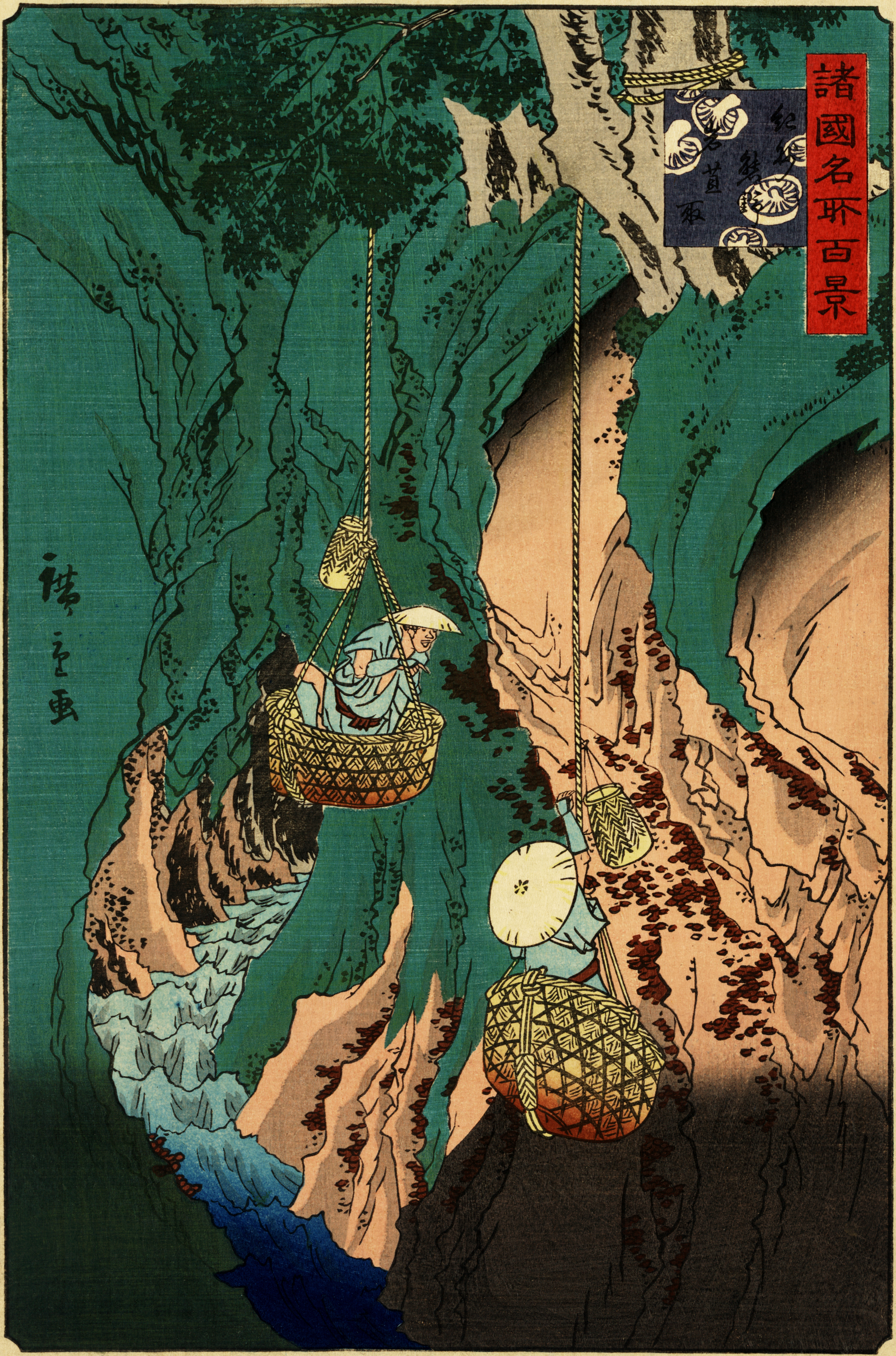
Іватаке (Umbilicaria esculenta) збирається в Кумано в Кішу, художник Хіросіґе II

Етноліхенологія — наука про зв'язок між лишайниками та людьми. Лишайники використовували та використовуються для багатьох різних цілей людськими культурами по всьому світу. Найчастіше люди використовують лишайники для фарбування, але їх також використовують у медицині, їжі та інших цілях.

## Лишайники для фарбування
Лишайники є поширеним джерелом природних барвників. Барвник лишайника зазвичай добувають або кип'ятінням води, або аміачним бродінням. Хоча цей метод зазвичай називають аміачним бродінням, насправді цей метод не є бродінням і передбачає замочування лишайника в аміаку (традиційно в сечі) принаймні два-три тижні.
У Північній Америці найпоширенішим барвником лишайників є Letharia vulpina. Корінні жителі більшої частини ареалу цього лишайника в Північній Америці традиційно виготовляють жовту фарбу з цього лишайника, кип'ятивши його у воді.
Багато традиційних барвників Шотландського нагір'я виготовляли з лишайників, у тому числі червоні барвники з лишайника кавкашки, Lecanora tartarea, звичайного помаранчевого лишайника, Xanthoria parietina та кількох видів листяних лишайників Parmelia. Коричневі або жовті лишайникові барвники (так звані crottle або crotal), виготовлені з Parmelia saxatilis, зіскобленого з каменів і червоні лишайникові барвники (звані corkir) широко використовувалися для виробництва тартанів.
Фіолетові барвники з лишайників були історично дуже важливі в Європі з 15 по 17 століття. Зазвичай їх витягували з Roccella spp. лишайники, імпортовані з Канарських островів, островів Кабо-Верде, Мадагаскару чи Індії. Ці лишайники та барвник, що витягується з них, називають орхіл (варіанти archil, orchilla). Цей самий барвник також був отриманий з Ochrolechia spp. лишайників у Великобританії і називався cudbear. Обидва Roccella spp. та Ochrolechia spp. містять речовину лишайника орцин, яка перетворюється на фіолетовий барвник орцеїн у процесі ферментації аміаку.
Лакмус, водорозчинна суміш барвників-індикаторів pH, видобувається з видів Roccella.

## Лишайники для медицини
Лишайники широко використовуються в медицині по всьому світу. Їх лікувальні властивості часто пов'язані з вторинними сполуками, які у великій кількості містяться в тканинах лишайників. Різні види лишайників виробляють широкий спектр цих сполук, більшість з яких є унікальними для лишайників, а багато з них мають антибіотичні властивості. Вважається, що 50 % усіх видів лишайників мають антибіотичні властивості. Було виявлено, що багато екстрактів лишайників ефективні у знищенні грампозитивних бактерій, серед яких були види, що викликають фурункули, скарлатину та пневмонію.
Одним із найпотужніших антибіотиків проти лишайників є уснінова кислота, в результаті Usnea spp. широко використовуються в традиційній медицині. Usnea використовувався в Сполучених Штатах як засіб від грибків порожнини рота, шлунка, кишечника, заднього проходу, піхви, носа, вуха та шкіри, а у Фінляндії його використовували для лікування ран, висипань на шкірі та мікозів стоп. У Росії продавався препарат натрієвої солі усниновой кислоти під назвою Бінан для лікування варикозних і трофічних виразок, опіків 2-го і 3-го ступеня, для пластичної хірургії.
Інші лишайники, які зазвичай використовуються в народній медицині, включають ісландський мох і медунку.

## Лишайники для отрути

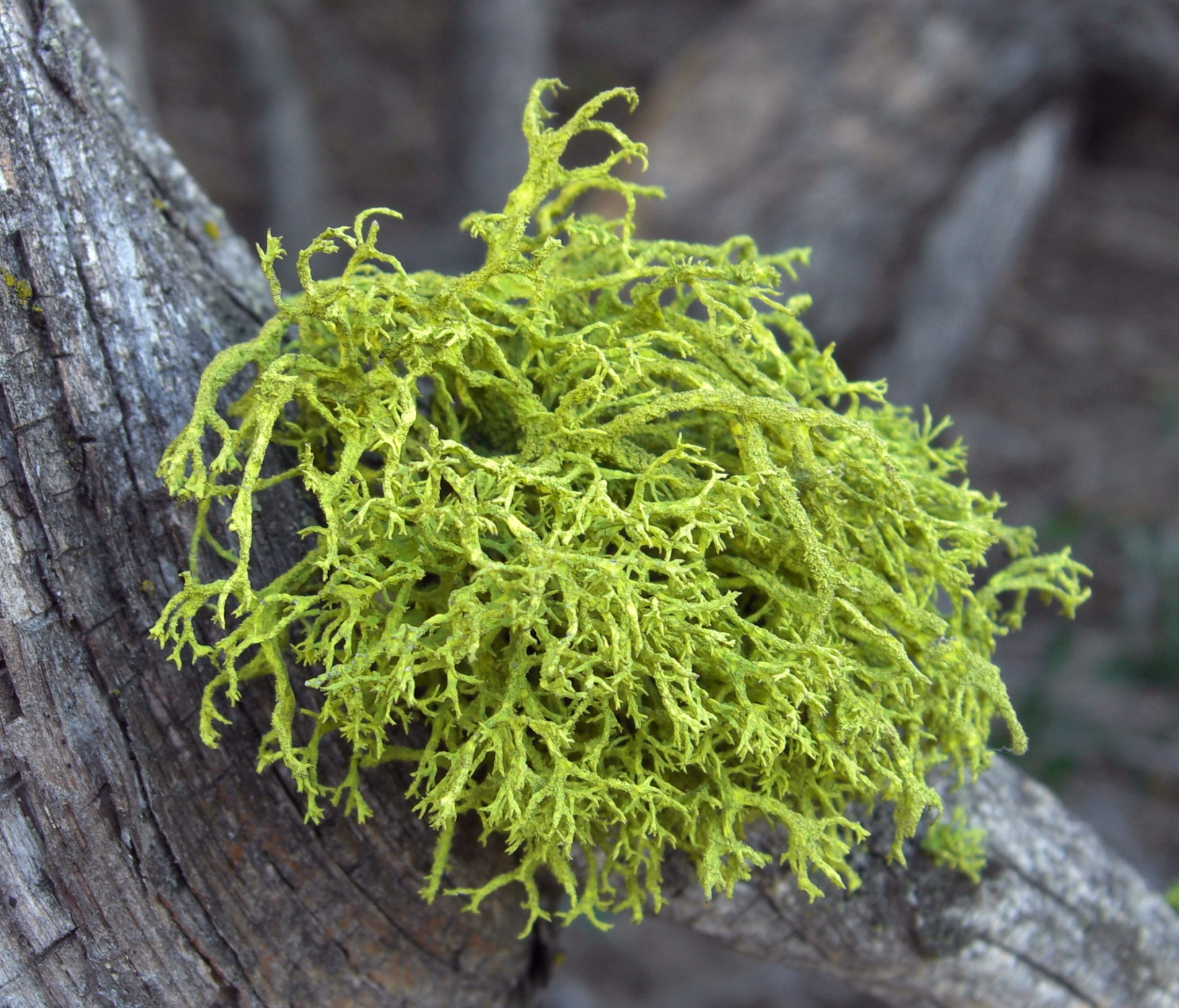
Letharia vulpina, вовчий лишайник

Лише кілька лишайників справді отруйні, основними прикладами яких є види Letharia та Vulpicida. Ці лишайники жовті, тому що вони містять високі концентрації яскраво-жовтого токсину вульпінової кислоти.
Вовчий лишайник (Letharia vulpina) використовувався в Скандинавії для отруєння вовків. Процес починається з додавання лишайників до різних приманок, таких як кров північного оленя та інше м'ясо, іноді змішуючи суміш з меленим склом або стрихніном. Повідомлялося, що вовки, які з'їли отруйну суміш, помирали менш ніж за 24 години. Народ ачомаві з північної Каліфорнії використовував лишайники летарію для отруєння наконечників стріл. Наконечники замочували в лишайниках на рік, іноді додаючи отруту гримучої змії. Попри токсичність вовчих лишайників, корінні жителі північної Каліфорнії та південної Британської Колумбії застосовували їх для лікування виразок і запалень, а інколи навіть приймали всередину як ліки.

## Лишайники в їжу

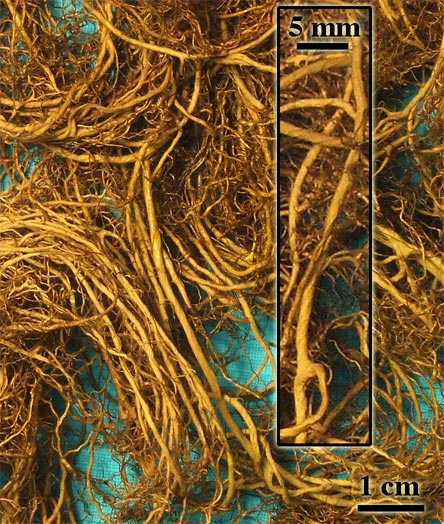
Волосистоподібний лишайник Bryoria fremontii їстівний.

Існують записи про використання лишайників як їжу багатьма різними культурами людей по всьому світу. Лишайники їдять люди в Північній Америці, Європі, Азії та Африці, а можливо, і в інших місцях. Часто лишайники — це просто їжа для голоду, яку їдять у часи гострої потреби, але в деяких культурах лишайники є основною їжею або навіть делікатесом. Вони також є джерелом вітаміну D.
У минулому ісландський мох (Cetraria islandica) був важливою їжею людини в Північній Європі та Скандинавії, і його готували різними способами, наприклад, хліб, кашу, пудинг, суп або салат. Bryoria fremontii була важливою їжею в деяких частинах Північної Америки, де її зазвичай готували в ямі. Це навіть фігурує в історії Secwepemc. Оленячий лишайник (Cladonia spp.) є основною їжею північних оленів і карібу в Арктиці. Північні народи в Північній Америці та Сибіру традиційно їдять частково перетравлений лишайник після того, як вони видаляють його з рубця карібу, якого вбили. Його часто називають «шлунковим морозивом». Кам'яний рубець (Umbilicaria spp. і Lasalia spp.) — це лишайник, який часто використовувався як їжа для надзвичайних ситуацій у Північній Америці. Один вид Umbilicaria, Іва-таке (U. esculenta), використовується в різноманітних традиційних корейських і японських стравах. Він досить дорогий і збирається зі схилів скель. В Індії лишайник Parmotrema perlatum є популярним інгредієнтом багатьох сумішей спецій, таких як гарам масала, каала масала та года масала, бходжвар масала з Хайдарабаду та потлі масала з Уттар-Прадешу. В Індії, на Близькому Сході та в Нігері Rimelia reticulata, Ramalina conduplicans і Parmotrema tinctorum використовуються як прянощі та підсилювачі смаку.
Дуже мало лишайників є отруйними. До отруйних лишайників належать лишайники з високим вмістом вульпінової або уснинової кислоти. Більшість (але не всі) лишайники, що містять вульпінову кислоту, жовті, тому будь-який жовтий лишайник слід вважати потенційно отруйним.

## Лишайники для бальзамування

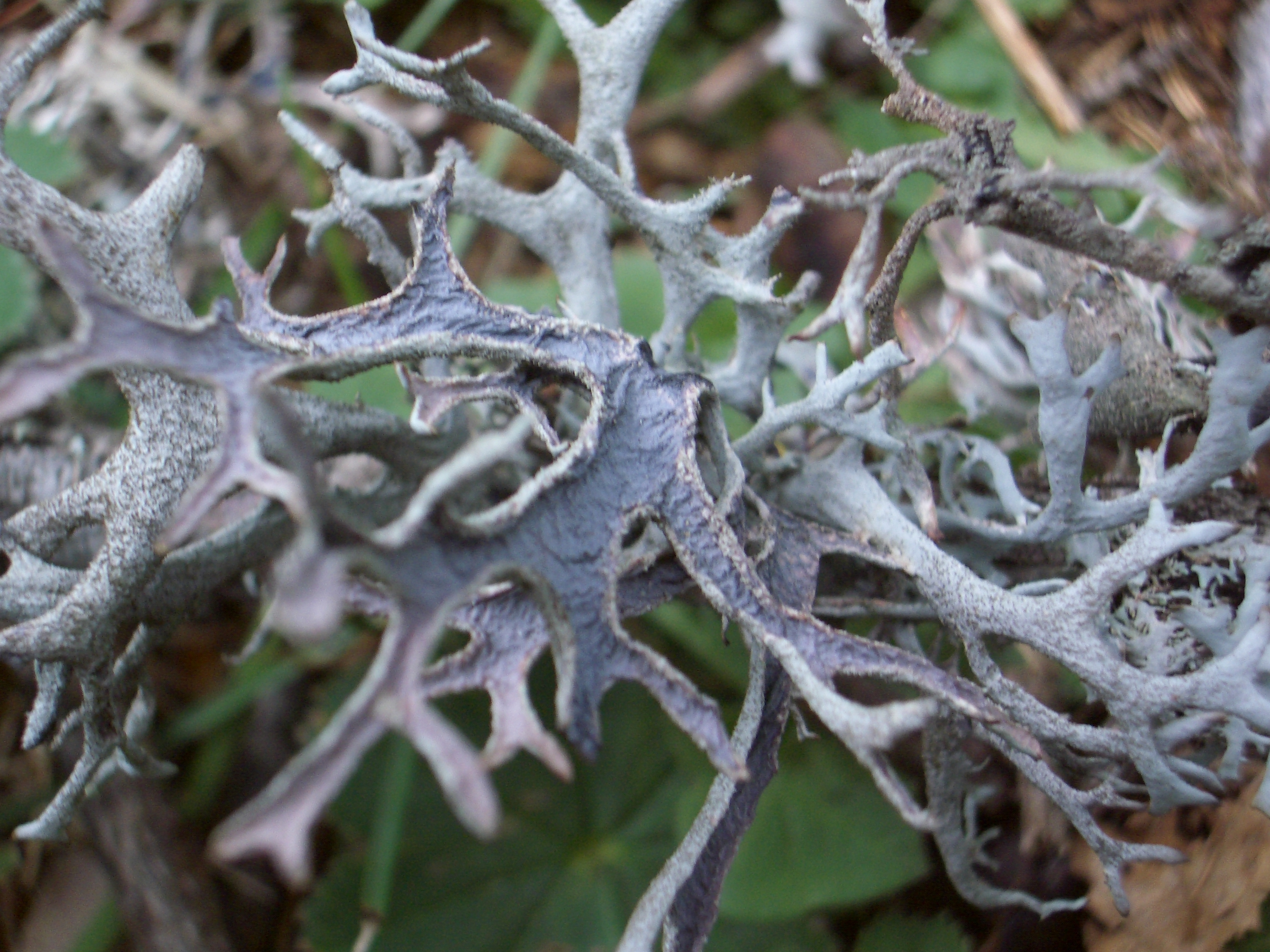
Pseudevernia furfuracea використовувалася при бальзамуванні.

Бальзамування почалося в Стародавньому Єгипті близько 5000 років тому. Використання лишайників для бальзамування відноситься до 18-ї династії, коли Pseudevernia furfuracea була знайдена в єгипетській вазі. Процес почався з розрізу живота; органи та нутрощі були видалені. Органи та нутрощі загортали в окремі полотняні пакети і клали в тулуб або клали в баночки між ніг. Порожнину тіла потім наповнювали лишайниками, тирсою, миррою, касією та іншими прянощами. Pseudevernia furfuracea була використана завдяки своїм консервуючим і ароматичним якостям. Крім того, його використовували просто як легкий пакувальний матеріал із високою абсорбцією. Він також містить антибіотичні речовини. Ці якості допомогли пригнічувати бактеріальний розпад мумій. Ще одне відкриття полягає в тому, що єгиптяни мололи та змішували Pseudevernia furfuracea з борошном для хліба. Потім хліб поклали до мумії, і вважали, що це перша їжа для мумії в її загробному житті. Pseudevernia furfuracea була імпортована кораблями з Грецького архіпелагу до Александрії. Сьогодні рідини для бальзамування забарвлюються з лишайника орхілу в продукт під назвою Cudbear, що демонструє, як історична процедура може вплинути на майбутні практики.

## Інші способи використання лишайників людиною
Лишайники використовувалися і використовуються для багатьох інших цілей, в тому числі:
- Виробництво алкоголю (для зброджуваних вуглеводів, як каталізаторів та/або як ароматизаторів/консервантів)
- Косметика (для волосся та/або пудри з солодким запахом)
- Духи (див. Дубовий мох)
- Декорації (включаючи костюми та твори мистецтва)
- Клітковина (одяг, житло, приготування їжі, санітарія)
- Корми для тварин (як кормові, так і фуражні)
- паливо
- Промислові цілі (виробництво кислоти, антибіотика, вуглеводів, лакмусу)
- Засмага
- Полювання/риболовля (щоб знайти здобич або заманити її)
- Навігація
- Засіб від комах/інсектицид
- Консерванти (для їжі або пива)
- Ритуали
- Тютюн
- Наркотики
- Галюциногени (див. Діктіонема)